# パトリシア・マーシャル
パトリシア・マーシャル（英語: Patricia Marshall、1924年1月13日 - 2018年12月11日）は、アメリカ合衆国の俳優である。ブロードウェイ・シアターでの演劇をはじめ、テレビドラマと2本の長編映画にも出演した。1946年には、ブロードウェイ・シアターでの演劇が評価されて賞を受賞している。 

## 経歴
パトリシアは、1924年1月13日にアメリカ合衆国ミネソタ州ミネアポリスで生まれ、高校生時代はミネアポリスにあるウェスト高等学校 (West High School) に通った。 
1942年にブロードウェイ・シアターでデビューを果たし、 『ユール・シー・スターズ (You'll See Stars)』（1942年）、『ワッツ・アップ (What's Up)』（1943年）、『ハッツ・オフ・トゥー・アイス (Hats Off to Ice)』（1944年）、『ザ・デイ・ビフォー・スプリング (The Day Before Spring)』（1945年）に次々と出演した。   
1947年、グロリア・デ・ヘイヴンが担当することになっていた役を貰い、『グッド・ニュース (Good News)』でパット・マクレラン (Pat McClellan) 役を演じた。これは、グロリアと映画プロデューサーの間で台本をめぐるトラブルが生じ、グロリアが映画の出演を取りやめてしまったことで回ってきた役だった。同年、ダニエル・マルコウィッツ (Daniel Markowitz) と結婚し、男児2人、女児1人を儲けるも1956年に離婚する。離婚と前後して、長いブランクを経て、『ザ・パジャマ・ゲーム (The Pajama Game)』（1954年）、『ミスター・ワンダフル (Mr. Wonderful)』（1956年）に出演した。 
1956年に、脚本家でプロデューサーのラリ・ゲルバード（英語: Larry Gelbart）と再婚した。その後、20年近くのブランクを経て映画『二番街の囚人（英語: The Prisoner of Second Avenue）』（1975年）に端役としてではあるが出演した。同年、夫のラリーが制作したマッシュでも、ポーカーをする看護師の役で出演した。ガンに侵された夫と死別する2009年までに、男児1人と女児1人を儲けた。 
2018年12月11日、アメリカ合衆国カリフォルニア州ウェストウッドの自宅で家族に看取られつつ息を引き取った。94歳だった。 

## 評価
1946年、『ザ・デイ・ビフォー・スプリング』での演劇が評価されて、シアター・ワールド・アワード（英語: Theatre World Award）を受賞した。ペタルーマ・アーガス＝クーリア (Petaluma Argus-Courier) は、『グッド・ニュース』の映画評価として、「映画ファンにとって、『ザ・デイ・ビフォー・スプリング』でヒットしたブロードウェイのスター、パトリシア・マーシャルを見る良い機会だ」と述べた。   